# Mario Sabbatella
Mario Sabbatella (Buenos Aires, 5 aprile 1926 – Genova, 29 aprile 2012) è stato un calciatore argentino.
Attaccante argentino dotato di buona velocità, viene acquistato dalla Sampdoria che lo fa esordire nel campionato italiano di Serie A l'11 settembre 1949, in occasione della partita interna col Milan.
I primi tre anni in blucerchiato sono soddisfacenti, al contrario dei due successivi, inferiori alle attese. Resta nella memoria dei tifosi blucerchiati per il potente tiro di sinistro che a tre minuti dalla fine decise il Derby della Lanterna del 22 aprile 1951, condannando di fatto il Genoa alla retrocessione in Serie B.
Passa quindi alla Triestina e poi all'Atalanta, entrambe nel massimo campionato, in cerca di un rilancio che non arriva, facendolo così tornare in Argentina.
In carriera ha totalizzato complessivamente 143 presenze e 27 reti in Serie A.
Alla fine della carriera si stabilisce a Genova, dove muore nel 2012 all'età di 86 anni.